# Göran Bergenhielm
Göran Bergenhielm, tidigare Berg, född 6 september 1644, död 23 juli 1738 i Stockholm, var en svensk ämbetsman.

## Biografi
Göran Bergenhielm föddes 1644. Han var son till borgmästaren Nils Svensson i Uppsala och Maria Jakobsdotter. Bergenhielm blev 1655 student vid Uppsala universitet och 1673 kanslist i Kungliga kansliet. Han blev 4 mars 1678 aktuarie i Riksarkivet och adlades 26 oktober 1682 till Bergenhielm. Han adopterar på broderns adliga namn och nummer. Bergenhielm blev 23 augusti 1697 protokollsekreterare och fick 23 maj 1719 kansliråds titel. Han avled 1738 i Stockholm.

### Egendom
Bergenhielm ägde Skönnarbo bruk i Tjällmo socken och två stenhus (Nygatan och Trädgårdsgränd) i Stockholm.

### Familj
Bergenhielm gifte sig första gången 1675 i Stockholm med Brita Andersdotter (död 1690), dotter till handlanden Anders Jönsson och Elisabet Johansdotter i Stockholm. De fick tillsammans barnen Maria Elisabet Bergenhielm (1676–1699), Helena Bergenhielm (1677–1692), fänriken Nils Bergenhielm (1680–1700) i livgardet, Ebba Bergenhielm (född 1681), Anders Bergenhielm (1682–1697), Johanna Bergenhielm (född 1684), löjtnanten Johan Bergenhielm (1685–1709) i livgardet och justitiarien Göran Bergenhielm (1688–1741) i amiralitetet i Karlskrona.
Bergenhielm gifte sig andra gången 3 april 1698 med Brita Helena Starneflycht (född 1674), dotter till assessorn Olof Starenflycht och Gertrud Trotzig. De fick tillsammans barnen Gertrud Helena Bergenhielm (1699–1775) som var gift med hovrättsrådet Johan Gabriel Jusleen i Svea hovrätt och Olof Bergenhielm (1700–1700).